# Villarbajo
Villar Bajo es una barriada rural perteneciente al municipio de Martos (Jaén), España. Se encuentra a 19 km (aproximadamente) del núcleo urbano de Martos y cuenta con una población aproximada de 150 habitantes aunque actualmente se está produciendo un aumento de la población, debido especialmente a la inmigración de ciudadanos ingleses y alemanes. Sus habitantes se nombran Villarbajeños como gentilicio.
La mayoría de su población se dedica a la agricultura del olivar y cultivos de la zona. 
Cuenta con una ermita dedicada a la Virgen de Fátima, cuya romería se celebra en mayo y es organizada por la Hermandad de Nuestra Señora de Fátima y Santa Cruz del Villar Bajo. En estas fiestas se celebra la procesión de la Virgen y la Santa Cruz junto a diversas actividades llevadas a cabo por todos los hermanos que forman parte de esta hermandad. 
- Datos: Q6162884